# María José Magán
María José Gómez Magán (Caracas, 22 de agosto de 1984) é uma atriz e modelo (profissão) venezuelana.

## Biografia
María José Magán iniciou sua carreira como atriz na telenovela “Secretos del alma” em 2008.
Em 2009, María teve seu primeiro antagonismo na telenovela   Pobre Diabla  e em 2010 ela participou de   Love me .
Em 2011 ingressou no elenco da telenovela  Cielo rojo .
Em 2012, ela obtém seu primeiro papel principal na telenovela quererte así interpretando "Paulina Navarrete"
De 2013 a 2014, ela antagonizou novelas   Destino  e  Prohibido amar .
Em 2015 participa do  Tanto amor  interpretando "Teresa Lombardo".

## Filmografia

### Televisão
- (2018) Noches con Platanito - Ela Mesma
- (2018) Por amar sin ley - Ana María
- (2016-2018) Señora Acero: La Coyote - Andrea Dóriga Rosado / Patricia Dóriga Díaz
- (2016) Entre correr y vivir - Sara Cardoso
- (2015-2016) Tanto amor - Teresa Lombardo Iturbide de Pérez
- (2013-2014) Prohibido amar - Rosario Sandoval
- (2013) Destino - Elena Vargas Del Sol / Elena Vargas Domínguez
- (2012) Quererte así - Paulina Navarrete Duncan / Paulina Ramírez Duncan
- (2011-2012) Cielo rojo - Verónica Conde Ramos
- (2010) Quiéreme - María
- (2009-2010) Pobre diabla -Adriana Pérez Alvear
- (2008-2009) Secretos del alma - Sonia Linares